# Bulgarischer Fußballpokal 1984/85
Der Bulgarischer Fußballpokal 1984/85 war die 45. Austragung des Pokalwettbewerbs im Fußball in Bulgarien. Pokalsieger wurde ZSKA Septemwrijsko sname Sofia. Das Team setzte sich im Finale gegen Lewski-Spartak Sofia durch. Ein Teilnehmer für den Europapokal der Pokalsieger 1985/86 wurde vom Verband wegen der Vorfälle im Pokalfinale nicht gemeldet.

## Modus
Bis zum Halbfinale wurde der Sieger in Hin- und Rückspiel ermittelt. Bei Torgleichheit entschied zunächst die Anzahl der auswärts erzielten Tore, danach eine Verlängerung und falls erforderlich ein Elfmeterschießen. Das Finale wurde in einem Spiel entschieden. Bei unentschiedenem Ausgang gab es eine Verlängerung von zweimal 15 Minuten und gegebenenfalls ein Elfmeterschießen.

## Teilnehmer
| A Grupa (16) | B Grupa (22) | B Grupa (22) | W Grupa (14) |
| --- | --- | --- | --- |
| - DFS Beroe Stara Sagora - FC Botew Wraza - FC Dunaw Russe - Etar Weliko Tarnowo - Lewski-Spartak Sofia - Lokomotive Sofia - Minjor Pernik - DFS Pirin Blagoewgrad - ZSK Slawia Sofia - DFS Sliwen - DFS Spartak Plewen - ZSK Spartak Warna - AFD Trakia Plowdiw - FC Tschernomorez Burgas - Tscherno More Warna - ZSKA Septemwrijsko sname Sofia | - SFD Akademik Swischtow - Arda Kardschali - FC Balkan Botewgrad - Belasiza Petritsch - DFS Chaskowo - Dobrudscha Tolbuchin - Jantra Gabrowo - DFS Lokomotive Plowdiw - Ludogorez Rasgrad - DFS Osam Lowetsch - Lokomotive Russe | - DFS Marek Stanke Dimitrow - Neftochimik Burgas - FC Pirin Goze Deltschew - Rosowa Dolina Kasanlak - FK Schumen - Septemwrijska Slawa Michailowgrad - Spartak Plowdiw - Sportist General Toschewo - Swetkawiza Targowischte - FC Tschirpan - Wichren Sandanski | - FC Dimitrowgrad - FC Hebros Charmanli - Kaliakra Kawarna - FK Kremikowzi - Lok Gorna Orjachowiza - FK Preslaw - Rilski Partizanin Rila - Sagorez Nowa Sagora - Slantschew brjag Nessebar - Tscherwena Swesda Dulowo - Tscherweno sname Kubrat - Tschawdar Trojan - Tscherweno sname Pawlikeni - Welbaschd Kjustendil |

## 1. Runde
| Datum             |                           | Gesamt    |                                   | Hinspiel | Rückspiel |
| ----------------- | ------------------------- | --------- | --------------------------------- | -------- | --------- |
| 19.09./02.101984  | Lokomotive Sofia          | 7:2       | Spartak Plowdiw                   | 6:0      | 1:2       |
| 26.09./29.09.1984 | Tscherweno sname Kubrat   | 5:9       | ZSK Spartak Warna                 | 3:4      | 2:5       |
| 26.09./??.??.1984 | FK Preslaw                | 2:4       | Rilski Partizanin Rila            | 2:0      | 0:4       |
| 26.09./??.??.1984 | Rosowa Dolina Kasanlak    | 2:1       | Kaliakra Kawarna                  | 2:1      | 0:0       |
| 26.09./??.??.1984 | FC Dimitrowgrad           | 5:2       | Welbaschd Kjustendil              | 4:0      | 1:2       |
| 26.09./??.??.1984 | FC Hebros Charmanli       | 4:2       | Tschawdar Trojan                  | 1:0      | 3:2       |
| 26.09./30.09.1984 | FC Tschirpan              | 4:3       | Lokomotive Russe                  | 3:1      | 1:2       |
| 26.09./30.09.1984 | Lok Gorna Orjachowiza     | 2:6       | DFS Beroe Stara Sagora            | 1:2      | 0:4       |
| 26.09./30.09.1984 | Sportist General Toschewo | 2:3       | FC Balkan Botewgrad               | 0:0      | 2:3       |
| ??.??./30.09.1984 | DFS Pirin Blagoewgrad     | 2:3       | DFS Lokomotive Plowdiw            | 2:0      | 0:3       |
| ??.??./30.09.1984 | Dobrudscha Tolbuchin      | 3:5       | FK Schumen                        | 1:1      | 2:4       |
| ??.??./30.09.1984 | Minjor Pernik             | 3:5       | FC Dunaw Russe                    | 3:1      | 0:4       |
| ??.??./30.09.1984 | Ludogorez Rasgrad         | 2:1       | SFD Akademik Swischtow            | 2:1      | 0:0       |
| ??.??./30.09.1984 | Jantra Gabrowo            | 3:6       | Tscherno More Warna               | 3:2      | 0:4       |
| ??.??./30.09.1984 | DFS Spartak Plewen        | 6:2       | Swetkawiza Targowischte           | 4:0      | 2:2       |
| ??.??./30.09.1984 | Wichren Sandanski         | 5:3       | FC Botew Wraza                    | 3:1      | 2:2       |
| ??.??./30.09.1984 | Neftochimik Burgas        | 6:4       | Sagorez Nowa Sagora               | 2:1      | 4:3       |
| ??.??./??.??.1984 | Etar Weliko Tarnowo       | 15:30     | Tscherwena Swesda Dulowo          | 11:20    | 4:1       |
| ??.??./??.??.1984 | DFS Chaskowo              | 7:2       | Tscherweno sname Pawlikeni        | 4:1      | 3:1       |
| ??.??./??.??.1984 | Belasiza Petritsch        | 3:4       | Arda Kardschali                   | 3:1      | 0:3       |
| ??.??./??.??.1984 | FC Tschernomorez Burgas   | 5:0       | Slantschew brjag Nessebar         | 3:0      | 2:0       |
| ??.??./??.??.1984 | FK Kremikowzi             | 4:2       | Septemwrijska Slawa Michailowgrad | 4:0      | 0:2       |
| 30.09./??.??.1984 | ZSK Slawia Sofia          | 6:2       | DFS Osam Lowetsch                 | 4:1      | 2:1       |
| ??.??./23.10.1984 | FC Pirin Goze Deltschew   | (a)4:4(a) | DFS Marek Stanke Dimitrow         | 3:2      | 1:2       |

## 2. Runde
| Datum             |                        | Gesamt    |                           | Hinspiel | Rückspiel |
| ----------------- | ---------------------- | --------- | ------------------------- | -------- | --------- |
| 11.11./18.11.1984 | FC Dimitrowgrad        | (a)3:3(a) | Lokomotive Sofia          | 2:3      | 1:0       |
| 11.11./18.11.1984 | Rilski Partizanin Rila | 3:5       | FC Tschernomorez Burgas   | 2:2      | 1:3       |
| 11.11./18.11.1984 | Ludogorez Rasgrad      | 2:3       | FC Tschirpan              | 1:0      | 1:3       |
| 11.11./18.11.1984 | FC Dunaw Russe         | 1:2       | DFS Marek Stanke Dimitrow | 0:0      | 1:2       |
| 11.11./18.11.1984 | Tscherno More Warna    | 3:2       | ZSK Spartak Warna         | 1:2      | 2:0       |
| 11.11./18.11.1984 | FC Hebros Charmanli    | 2:1       | Arda Kardschali           | 2:0      | 0:1       |
| 11.11./18.11.1984 | Rosowa Dolina Kasanlak | 0:2       | DFS Beroe Stara Sagora    | 0:0      | 0:2       |
| 11.11./18.11.1984 | DFS Lokomotive Plowdiw | 4:2       | FC Balkan Botewgrad       | 3:0      | 1:2       |
| 11.11./18.11.1984 | DFS Chaskowo           | 2:4       | FK Schumen                | 2:0      | 0:4       |
| 11.11./18.11.1984 | Etar Weliko Tarnowo    | 4:3       | Wichren Sandanski         | 3:1      | 1:2       |
| 11.11./18.11.1984 | FK Kremikowzi          | 2:5       | Neftochimik Burgas        | 1:1      | 1:4       |
| 14.11./18.11.1984 | ZSK Slawia Sofia       | 04:11     | DFS Spartak Plewen        | 1:4      | 3:7       |

## Achtelfinale
In dieser Runde stiegen die vier Klubs ein, die an den europäischen Wettbewerben teilnahmen. (ZSKA Septemwrijsko sname Sofia, Lewski-Spartak Sofia, AFD Trakia Plowdiw und DFS Sliwen)
| Datum             |                           | Gesamt |                                | Hinspiel | Rückspiel |
| ----------------- | ------------------------- | ------ | ------------------------------ | -------- | --------- |
| 26.12./29.12.1984 | DFS Beroe Stara Sagora    | 0:2    | Tscherno More Warna            | 0:0      | 0:2       |
| 26.12./29.12.1984 | AFD Trakia Plowdiw        | 7:0    | FK Schumen                     | 5:0      | 2:0       |
| 26.12./29.12.1984 | DFS Marek Stanke Dimitrow | 1:2    | Etar Weliko Tarnowo            | 1:1      | 0:1       |
| 26.12./29.12.1984 | Lokomotive Sofia          | 2:3    | DFS Lokomotive Plowdiw         | 1:2      | 1:1       |
| 26.12./29.12.1984 | DFS Sliwen                | 6:2    | Neftochimik Burgas             | 4:1      | 2:1       |
| 26.12./29.12.1984 | FC Tschernomorez Burgas   | 3:4    | ZSKA Septemwrijsko sname Sofia | 1:1      | 2:3       |
| 26.12./29.12.1984 | DFS Spartak Plewen        | 1:2    | FC Tschirpan                   | 0:0      | 1:2       |
| 18.01./20.01.1985 | FC Hebros Charmanli       | 3:6    | Lewski-Spartak Sofia           | 1:2      | 2:4       |

## Viertelfinale
| Datum             |                        | Gesamt    |                                | Hinspiel | Rückspiel |
| ----------------- | ---------------------- | --------- | ------------------------------ | -------- | --------- |
| 26.01./16.02.1985 | FC Tschirpan           | 0:9       | ZSKA Septemwrijsko sname Sofia | 0:4      | 0:5       |
| 26.01./16.02.1985 | Etar Weliko Tarnowo    | 2:4       | Lewski-Spartak Sofia           | 2:2      | 0:2       |
| 06.02./16.02.1985 | Tscherno More Warna    | 6:8       | AFD Trakia Plowdiw             | 5:2      | 1:6       |
| 06.02./16.02.1985 | DFS Lokomotive Plowdiw | (a)4:4(a) | DFS Sliwen                     | 1:1      | 3:3       |

## Halbfinale
| Datum             |                        | Gesamt |                                | Hinspiel | Rückspiel |
| ----------------- | ---------------------- | ------ | ------------------------------ | -------- | --------- |
| 28.02./13.03.1985 | Lewski-Spartak Sofia   | 5:2    | AFD Trakia Plowdiw             | 3:2      | 2:0       |
| 28.02./13.03.1985 | DFS Lokomotive Plowdiw | 3:6    | ZSKA Septemwrijsko sname Sofia | 0:4      | 3:2       |

## Finale
| Paarung                        | ZSKA Septemwrijsko sname Sofia – Lewski-Spartak Sofia |
| Ergebnis                       | 2:1 (1:0) |
| Datum                          | 19. Juni 1985 |
| Stadion                        | Wassil-Lewski-Stadion, Sofia |
| Zuschauer                      | 35.000 |
| Schiedsrichter                 | Asparuch Jassenow |
| Tore                           | 1:0 Georgi Slawkow (26.) 2:0 Ilia Wojnow (53.) 2:1 Nasko Sirakow (69., Foulelfmeter) |
| ZSKA Septemwrijsko sname Sofia | Krassimir Dossew – Krassimir Besinski, Radoslaw Sdrawkow (74. Pawlin Schojlewski), Wassil Tintschew, Georgi Dimitrow – Kostadin Jantschew, Ilia Wojnow, Latschesat Tanew, Plamen Markow (89. Jordan Dimitrow) – Georgi Slawkow, Christo Stoitschkow Cheftrainer: Manol Manolow |
| Lewski-Spartak Sofia           | Borislaw Michajlow – Plamen Nikolow, Antoni Sdrawkow (59. Kalin Bankow), Petar Petrow, Nikolaj Iliew – Emil Welew, Russi Gotschew , Emil Spassow, Nikolaj Todorow (59. Miroslaw Bajtschew) – Nasko Sirakow, Michail Waltschew Cheftrainer: Wassil Metodiew                     |
| Platzverweise                  | Kostadin Jantschew (78.) – Plamen Nikolow (73.), Emil Spassow (78.) |
| Besonderheiten                 | Michajlow hält Foulelfmeter von Slawkow (61.) |

Das Spiel war geprägt von fragwürdigen Schiedsrichterentscheidungen, zwei dubiosen Foulelfmetern, einigen roten Karten, sowie einem Vorfall, bei dem der Schiedsrichter zweimal von Lewski’s Torhüter Michajlow heftig attackiert wurde. Nach dem Schlusspfiff brach eine Massenschlägerei aus, die auch trotz der Bemühungen der Polizei minutenlang andauerte. Eine Pokalübergabe auf dem Platz fand zwar statt, der Titel wurde später wieder entzogen. Beide Vereine wurden zur Strafe auf Anweisung der Kommunistischen Partei aufgelöst. Nach der Aufhebung der Sanktionen begann ZSKA die folgende Saison als ZFKA Sredez Sofia und Lewski-Spartak Sofia als FK Vitoscha Sofia. Im Jahr 1990 wurde der Pokal dem Sieger zurückgegeben.